# Diócesis de Pinar del Río
La diócesis de Pinar del Río (en latín: Dioecesis Pinetensis ad Flumen) es una circunscripción eclesiástica de la Iglesia católica en Cuba. Se trata de una diócesis latina, sufragánea de la arquidiócesis de San Cristóbal de La Habana. Desde el 5 de junio de 2019 su obispo es Juan de Dios Hernández Ruiz, de la Compañía de Jesús.

## Territorio y organización
La diócesis tiene 13 500 km² y extiende su jurisdicción sobre los fieles católicos de rito latino residentes en el territorio que tenía la antigua provincia de Pinar del Río en 1903, la cual sufrió pérdidas territoriales en 1910, 1969 y 2010, por lo cual hoy comprende la actual provincia de Pinar del Río y los municipios de Bahía Honda, San Cristóbal, Candelaria, Artemisa, Guanajay, Mariel y la mayor parte de Caimito, que pertenecen a la parte occidental de la provincia de Artemisa.
La sede de la diócesis se encuentra en la ciudad de Pinar del Río, en donde se halla la Catedral de San Rosendo.
En 2021 en la diócesis existían 26 parroquias.

## Historia
La diócesis de Pinar del Río fue erigida el 20 de febrero de 1903 mediante la bula Actum praeclare del papa León XIII, obteniendo el territorio de la diócesis de San Cristóbal de La Habana (hoy arquidiócesis). Originalmente fue sufragánea de la arquidiócesis de Santiago de Cuba.
El 11 de diciembre de 1914 fue consagrada catedral la iglesia parroquial de San Rosendo, patrono de la diócesis.
El 6 de enero de 1925 la diócesis pasó a formar parte de la provincia eclesiástica de San Cristóbal de La Habana.

## Estadísticas
Según el Anuario Pontificio 2022 la diócesis tenía a fines de 2021 un total de 814 260 fieles bautizados.
| Año                                                                             | Población            | Población | Población      | Sacerdotes | Sacerdotes    | Sacerdotes    | Bautizados por sacerdote | Diáconos permanentes | Religiosos | Religiosos | Parroquias |
| Año                                                                             | Bautizados católicos | Total     | % de católicos | Total      | Clero secular | Clero regular | Bautizados por sacerdote | Diáconos permanentes | Varones    | Mujeres    | Parroquias |
| ------------------------------------------------------------------------------- | -------------------- | --------- | -------------- | ---------- | ------------- | ------------- | ------------------------ | -------------------- | ---------- | ---------- | ---------- |
| 1949                                                                            | 400 000              | 410 000   | 97.6           | 25         | 15            | 10            | 16 000                   |                      | 13         | 74         | 27         |
| 1965                                                                            | 460 000              | 538 000   | 85.5           | 14         | 9             | 5             | 32 857                   |                      |            | 4          | 27         |
| 1970                                                                            | 460 000              | 560 000   | 82.1           | 12         | 8             | 4             | 38 333                   |                      | 4          | 4          | 27         |
| 1976                                                                            | 502 000              | 655 477   | 76.6           | 11         | 8             | 3             | 45 636                   |                      | 3          | 2          | 27         |
| 1980                                                                            | 486 962              | 688 000   | 70.8           | 13         | 9             | 4             | 37 458                   |                      | 4          | 5          | 21         |
| 1990                                                                            | 418 000              | 870 000   | 48.0           | 18         | 15            | 3             | 23 222                   |                      | 3          | 16         | 21         |
| 1999                                                                            | 426 000              | 877 160   | 48.6           | 18         | 16            | 2             | 23 666                   |                      | 2          | 32         | 25         |
| 2000                                                                            | 426 000              | 900 000   | 47.3           | 19         | 17            | 2             | 22 421                   |                      | 2          | 36         | 25         |
| 2001                                                                            | 428 000              | 900 000   | 47.6           | 19         | 17            | 2             | 22 526                   |                      | 2          | 35         | 25         |
| 2002                                                                            | 430 000              | 900 000   | 47.8           | 19         | 10            | 9             | 22 631                   |                      | 9          | 35         | 25         |
| 2003                                                                            | 430 000              | 900 000   | 47.8           | 28         | 19            | 9             | 15 357                   |                      | 9          | 35         | 25         |
| 2004                                                                            | 430 000              | 1 000     | 43.0           | 19         | 18            | 1             | 22 631                   |                      | 1          | 35         | 25         |
| 2013                                                                            | 814 200              | 1 005 000 | 81.0           | 22         | 16            | 6             | 37 009                   | 4                    | 7          | 26         | 25         |
| 2016                                                                            | 816 929              | 873 490   | 93.5           | 26         | 21            | 5             | 31 420                   | 4                    | 6          | 26         | 25         |
| 2019                                                                            | 816 220              | 872 700   | 93.5           | 19         | 16            | 3             | 42 958                   | 7                    | 5          | 19         | 26         |
| 2021                                                                            | 814 260              | 870 590   | 93.5           | 20         | 16            | 4             | 40 713                   | 7                    | 6          | 17         | 26         |
| Fuente: Catholic-Hierarchy, que a su vez toma los datos del Anuario Pontificio. |                      |           |                |            |               |               |                          |                      |            |            |            |

## Episcopologio
- Braulio Orúe Vivanco † (20 de febrero de 1903-21 de octubre de 1904 falleció)
  - Sede vacante (1904-1907)
- José Manuel Dámaso Rúiz y Rodríguez † (18 de abril de 1907-30 de marzo de 1925 nombrado arzobispo de San Cristóbal de La Habana)
  - Sede vacante (1925-1941)
- Evelio Díaz y Cía † (26 de diciembre de 1941-21 de marzo de 1959 nombrado obispo auxiliar de San Cristóbal de La Habana[nota 1])
- Manuel Pedro Rodríguez Rozas (Antonio) † (16 de enero de 1960-4 de diciembre de 1978 renunció)
- Jaime Lucas Ortega y Alamino † (4 de diciembre de 1978-20 de noviembre de 1981 nombrado arzobispo de San Cristóbal de La Habana)
- José Siro González Bacallao † (30 de marzo de 1982-13 de diciembre de 2006 retirado)
- Jorge Enrique Serpa Pérez (13 de diciembre de 2006-5 de junio de 2019 retirado)
- Juan de Dios Hernández Ruiz, S.I., desde el 5 de junio de 2019[5]